# Anabarhynchus danielsi
Anabarhynchus danielsi är en tvåvingeart som beskrevs av Lyneborg 2001. Anabarhynchus danielsi ingår i släktet Anabarhynchus och familjen stilettflugor. Inga underarter finns listade i Catalogue of Life.